# NGC 2122
NGC 2122 is een open sterrenhoop in het sterrenbeeld Tafelberg. Het hemelobject werd op 3 augustus 1826 ontdekt door de Schotse astronoom James Dunlop.

## Synoniemen
- ESO 57-EN41